# شعب يونس (المخادر)

تعديل مصدري - تعديل

شعب يونس محلة تابعة لقرية الصانعة، التابعة لعزلة السحول بمديرية المخادر إحدى مديريات محافظة إب في الجمهورية اليمنية، بلغ تعداد سكانها 299 حسب تعداد اليمن لعام 2004.